# Contrada sovrana La Flora
La contrada sovrana La Flora è una delle otto contrade in cui è divisa la città lombarda di Legnano. È situata nella zona "oltre stazione" (cioè ad ovest della ferrovia Domodossola-Milano), a nord-ovest della città. Partecipa annualmente al palio di Legnano ed è stata istituita in occasione dell'organizzazione della festa del Carroccio (1932).

## Storia

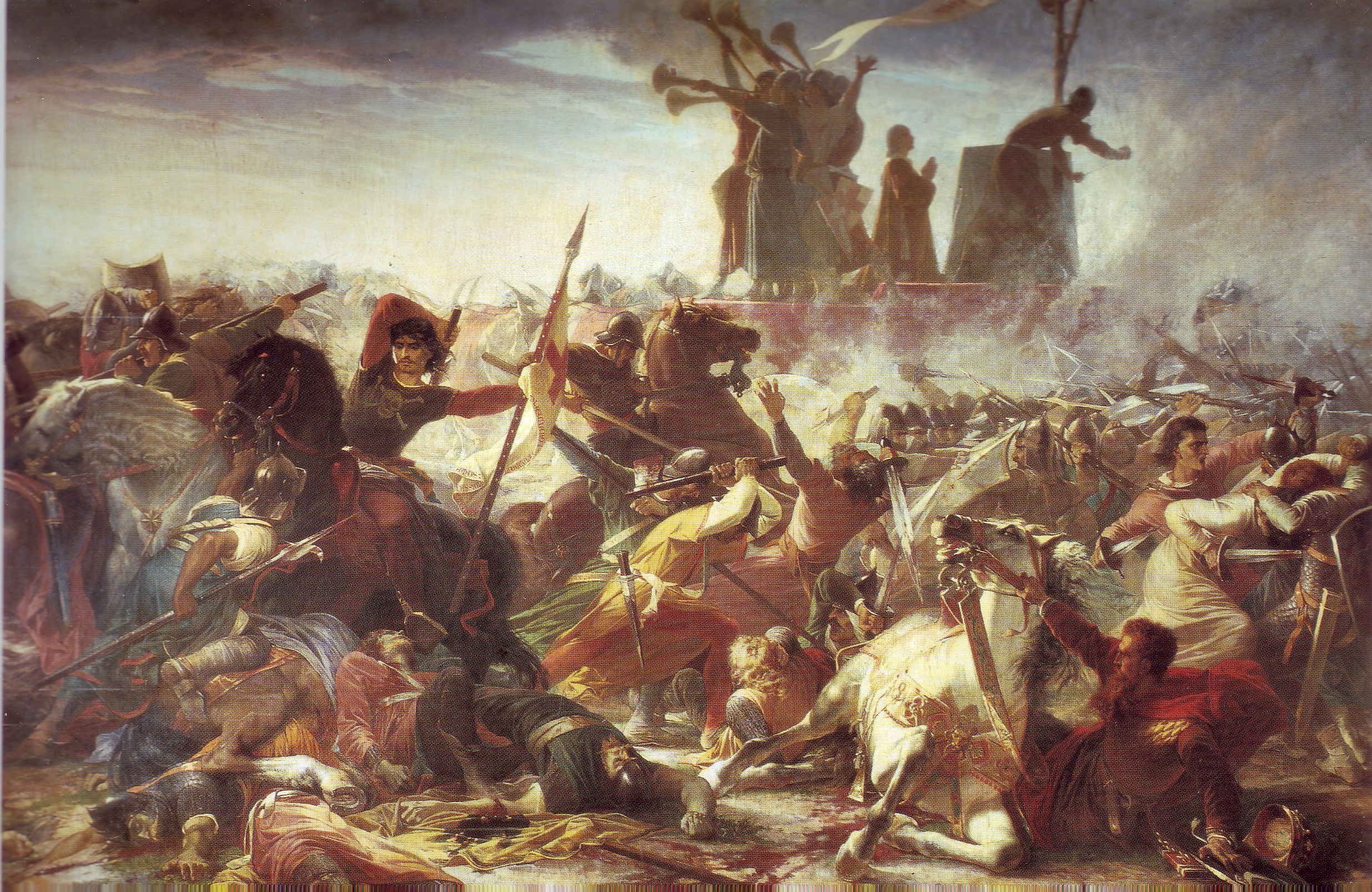
La Battaglia di Legnano di Amos Cassioli (1860), dipinto conservato presso la Galleria d'arte moderna di Palazzo Pitti a Firenze

Il territorio della contrada è il luogo dove potrebbero essere avvenuti i primi scontri della battaglia di Legnano: infatti alcuni studiosi ipotizzano che il primo contatto tra le truppe della Lega Lombarda e quelle dell'Imperatore Barbarossa si sia verificato tra Legnano e Borsano.
Quindi, per quanto riguarda la città del Carroccio, le prime fasi della battaglia potrebbero essere avvenute sui territori appartenenti alla contrada La Flora e al rione Ponzella, che è invece compreso all'interno della contrada San Bernardino: Borsano è infatti situato a nord-ovest di Legnano.
L'ipotesi che va per la maggiore tra gli studiosi sostiene invece che il primo contatto tra gli eserciti sia avvenuto tra Borsano e Busto Arsizio: secondo questa ipotesi, gli scontri si sarebbero spostati a Legnano per la celebre difesa del Carroccio solo in un secondo momento.
Il nome originario della contrada La Flora era "contrada dei fieri". Tra il XVII ed il XVIII secolo la denominazione cambiò, tramite storpiature, in "contrada dei fiori" per poi diventare "contrada dei floridi" e infine "contrada Flora". La denominazione "contrada dei floridi" era collegata alle caratteristiche del luogo e alla bellezza delle dame della contrada. "Cascina Flora" è anche il nome di un gruppo di corti lombarde che è situato nello storico e omonimo rione legnanese.

## La contrada soppressa della Ponzella e di Mazzafame
Il suo territorio include la contrada soppressa della Ponzella e di Mazzafame, che fu inglobata dalla contrada San Bernardino e dalla contrada La Flora nel 1936 perché i quartieri a cui faceva riferimento non erano molto abitati e quindi aveva difficoltà a sostenere economicamente la partecipazione al palio.

## La chiesa di riferimento

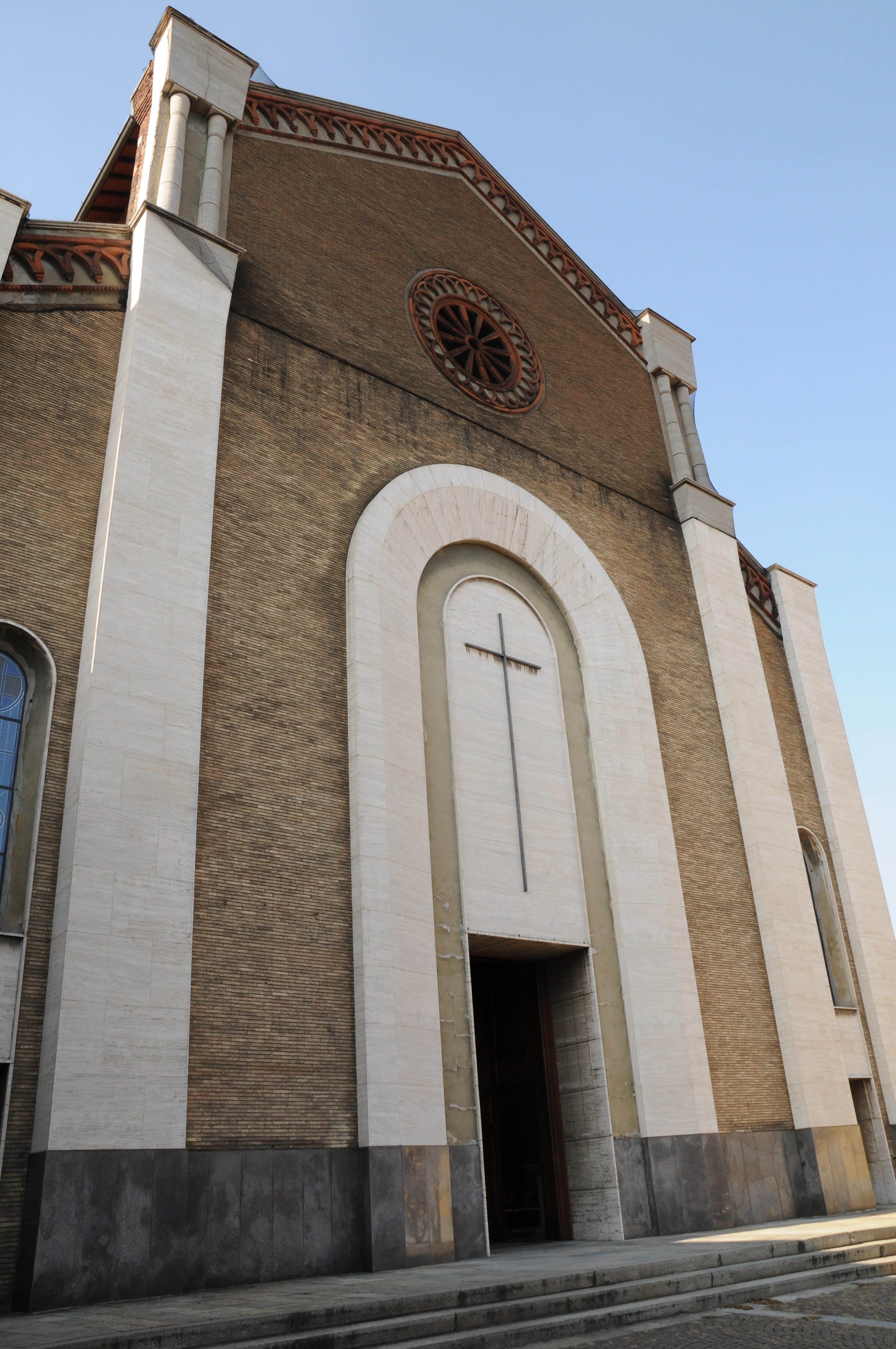
La facciata della chiesa dei Santi Martiri

La contrada La Flora fa riferimento alla chiesa dei Santi Martiri. In occasione della vittoria della contrada nella corsa ippica, la copia della croce di Ariberto da Intimiano viene solennemente traslata nella chiesa di riferimento del rione vincitore e qui conservata per un anno: questo ambito simbolo di vittoria è custodito nella chiesa fino all'edizione successiva del palio.
Ultimata nel 1910, la chiesa è dedicata ai santi Sisinnio, Martirio ed Alessandro (noti come i "santi Martiri"), che sono anche i patroni della contrada. I tre santi sono legati alla battaglia di Legnano: secondo una leggenda raccontata da Galvano Fiamma, dalle sepolture dei santi alla basilica di San Simpliciano di Milano sarebbero uscite tre colombe che si sarebbero posate sul Carroccio causando la fuga di Federico Barbarossa. In seguito, i tre volatili, impauriti dal fragore dello scontro, si sarebbero riparati in una zona boscosa del rione san Bernardino.
L'intitolazione della chiesa ai santi Martiri avvenne all'inizio del XX secolo, cioè in un periodo in cui ci fu la riscoperta, da parte dei legnanesi, dei fatti e delle leggende legate alla celebre battaglia. L'inaugurazione del monumento al Guerriero di Legnano, statua bronzea dedicata ad un combattente dell'omonima battaglia medievale, è infatti dell'anno 1900. Per tale motivo anche la chiesa dei Santi Martiri presenta dei richiami alla battaglia di Legnano, essendo stata terminata nello stesso periodo.

## Il nome della contrada
In origine la contrada si chiamava semplicemente "Flora": nel 1955, in occasione dell'introduzione dei motti dei rioni e della fondazione del collegio dei capitani e delle contrade, al nome della contrada viene aggiunto l'articolo determinativo "la": in questo modo la denominazione del rione storico mutò in "La Flora".
Il titolo di "sovrana" ha avuto invece origine nel 2002, quando è stato concesso ufficialmente da Casa Savoia, ovvero dalla dinastia regnante in Italia dal 1861 al 1946.

## Il maniero

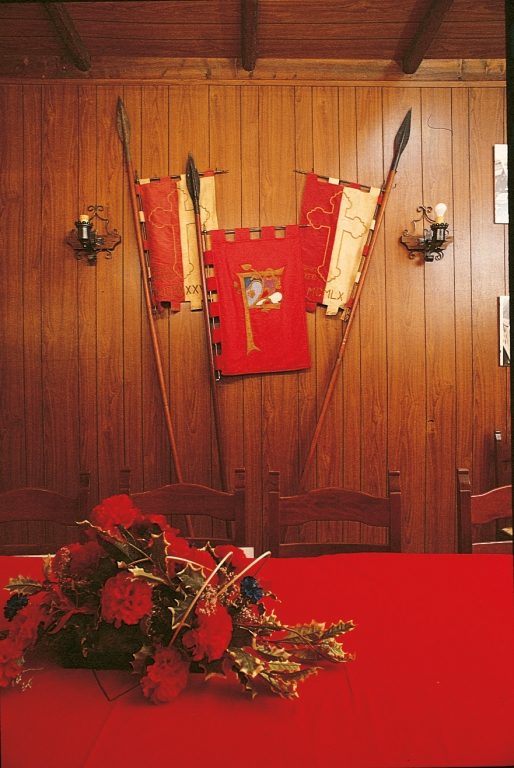
Interno del maniero della contrada La Flora. Sullo sfondo, le bande della vittoria, ovvero lo stendardo che viene consegnato alla contrada in occasione della vittoria al palio

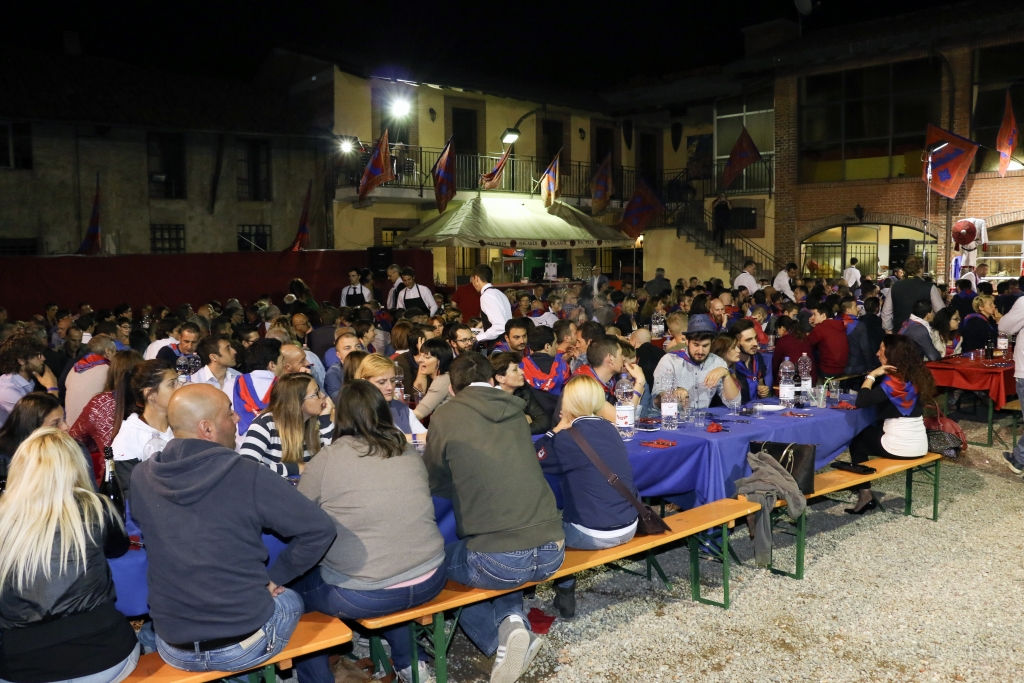
Cena propiziatoria della contrada La Flora per il palio di Legnano 2015

Nel corso della sua storia la contrada ha cambiato diversi manieri. Negli anni cinquanta la sede della contrada venne ospitata in diversi locali messi a disposizione dai membri della reggenza che si erano succeduti negli anni. Ultimo di questa tipologia di sede fu un locale di una villa appartenente ad una castellana. Negli anni sessanta il maniero fu spostato in via Vespucci in alcuni locali condivisi con la sezione locale di un partito politico. Negli anni settanta la sede della contrada venne trasferita più volte, tra cui all'interno dell'oratorio dei Santi Martiri e in via Menotti.
Negli anni ottanta ci fu il trasferimento della sede in un maniero vero e proprio, che era situato in via Novara: in questa sede vennero allestiti la sala d'armi e le vetrine ospitanti i vestiti della sfilata nonché la giubba del fantino che conquistò per La Flora il palio del 1997. La mobilia del maniero fu costruita manualmente dai contradaioli. Nel 1999 la contrada si è trasferita in un nuovo maniero, questa volta situato in via Menotti 206, all'interno di Cascina Mazzafame, ovvero di una storica corte lombarda che si trova nel rione e che è adiacente alla settecentesca chiesa di Santa Teresa d'Ávila.

## I colori ed il gonfalone

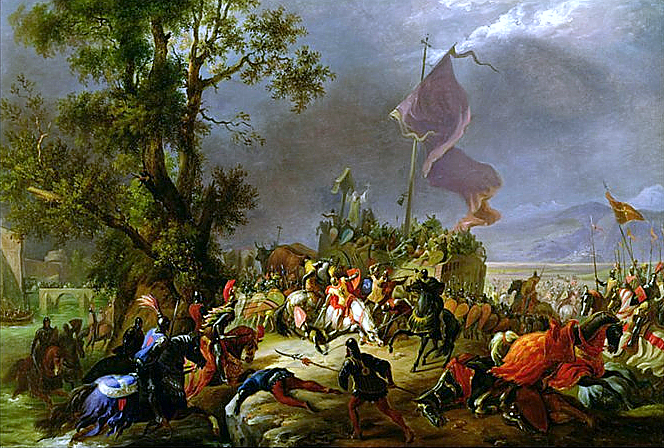
La battaglia di Legnano in un dipinto di Massimo d'Azeglio

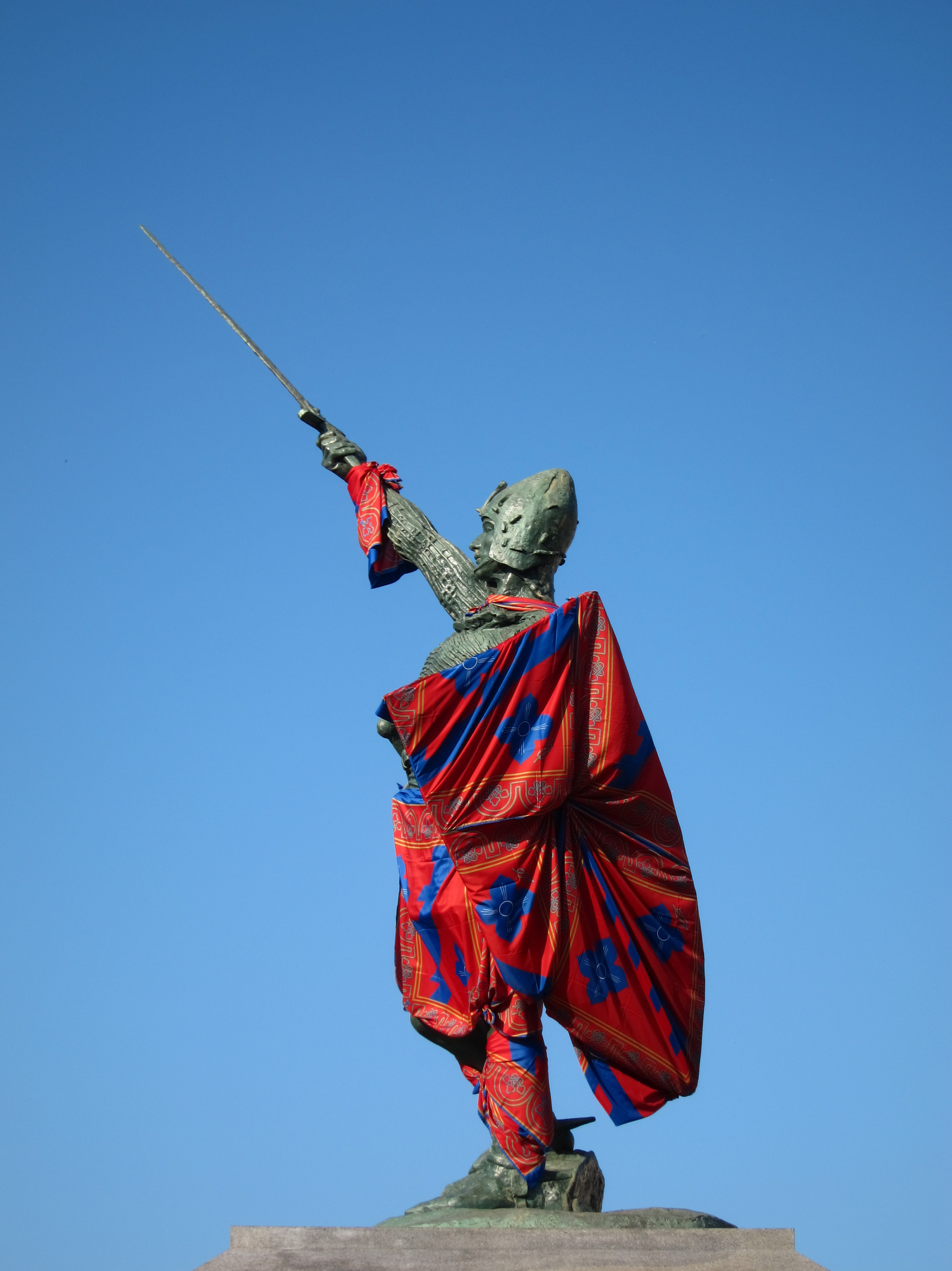
Il Monumento al Guerriero di Legnano bardato con i colori della contrada La Flora in occasione della vittoria del Palio nel 2018

La leggenda vuole che la contrada debba il suo nome alla gioiosa esultanza delle donne del quartiere dopo la battaglia di Legnano. Dopo la vittoria, al passaggio della Lega Lombarda, le contradaiole de La Flora avrebbero gettato dei fiori ai piedi dei soldati, da cui il nome del rione.
Secondo questa tradizione, il colore rosso simboleggia il sangue dei soldati lombardi mentre quello blu la gloria militare. Il significato che oggi è associato ai colori della contrada è invece il seguente: il rosso indica il coraggio, l'ardore, la forza e la tenacia, mentre il blu la lealtà cavalleresca.
Un'altra leggenda popolare narra che Federico Barbarossa sia stato sconfitto nella battaglia di Legnano a causa di una croce scintillante mostrata dalla dea Flora, che spaventò l'imperatore e lo obbligò alla fuga. La dea Flora è molto presente nelle credenze popolari del luogo: secondo la tradizione questa figura mitologica compariva ogni anno ad inizio primavera per spargere fiori sui campi della contrada. In un'occasione apparve in ritardo e diffuse, sui prati del rione, fiordalisi azzurri e papaveri rossi, i cui fiori sbocciano d'estate. Questi i colori diventarono poi rappresentativi della contrada.

## Albo d'oro delle reggenze
L'albo d'oro delle reggenze della contrada La Flora è: 
| Anno | Capitano           | Castellana            | Gran priore         | Scudiero           |
| --- | ------------------ | --------------------- | ------------------- | ------------------ |
| 1935 | Michele Ferrario   | Lina Acquadro Corso   | -                   | -                  |
| 1936 | Mario Colombo      | Lina Acquadro Corso   | -                   | -                  |
| 1937 | Mario Colombo      | Lina Acquadro Corso   | -                   | -                  |
| 1938 | Piero Gasparri     | Lina Acquadro Corso   | -                   | -                  |
| 1939 | Tonino Garavaglia  | Evelina Proverbio     | -                   | -                  |
| Dal 1940 al 1951 tutte le attività relative al palio di Legnano sono state sospese a causa delle vicende belliche legate alla seconda guerra mondiale |                    |                       |                     |                    |
| 1952 | Renzo Macchi       | Giampiera Ripamonti   | -                   | -                  |
| 1953 | Davide Casero      | Angela Calini         | -                   | -                  |
| 1954 | Davide Casero      | Angela Calini         | -                   | -                  |
| 1955 | Davide Casero      | Luciana Parini        | -                   | -                  |
| 1956 | Davide Casero      | Maria Rosa Camieri    | -                   | -                  |
| 1957 | Adriano Colombo    | Maria Rosa Camieri    | -                   | -                  |
| 1958 | Mario Guarnerio    | Laura Folcettoni      | -                   | -                  |
| 1959 | Mario Guarnerio    | Pia Motta             | -                   | -                  |
| 1960 | Enrico Grassini    | Pia Motta             | -                   | -                  |
| 1961 | Paolo Garavaglia   | Fiorella Colombo      | -                   | -                  |
| 1962 | Paolo Garavaglia   | Carla Malacrida       | -                   | -                  |
| 1963 | Virginio Poretti   | Ersilia Caloni        | -                   | -                  |
| 1964 | Vittorio Frascoli  | Marta Pianetti        | -                   | -                  |
| 1965 | Vittorio Frascoli  | Marina Gusmeri        | -                   | -                  |
| 1966 | Vittorio Frascoli  | Elide Dentali         | -                   | -                  |
| 1967 | Vittorio Frascoli  | Luisella Chiappa      | -                   | -                  |
| 1968 | Vittorio Frascoli  | Giuliana Caccia       | -                   | -                  |
| 1969 | Claudio Gorla      | Maria Grazia Gorla    | -                   | -                  |
| 1970 | Claudio Gorla      | Anna Zanchi           | -                   | -                  |
| 1971 | Claudio Gorla      | Marzia Gorla          | Davide Casero       | -                  |
| 1972 | Claudio Gorla      | Marzia Gorla          | Davide Casero       | -                  |
| 1973 | Claudio Gorla      | Marzia Gorla          | Davide Casero       | -                  |
| 1974 | Valerio Fedeli     | Patrizia Capuano      | Innocente Fraschini | Franco Casati      |
| 1975 | Valerio Fedeli     | Maria Luisa Colombo   | Innocente Fraschini | Franco Casati      |
| 1976 | Valerio Fedeli     | Susanna Bettoni       | Innocente Fraschini | Franco Casati      |
| 1977 | Virginio Poretti   | Anna Zanchi           | Innocente Fraschini | Franco Casati      |
| 1978 | Virginio Poretti   | Antonella Tajè        | Innocente Fraschini | Franco Casati      |
| 1979 | Virginio Poretti   | Cinzia Gorla          | Innocente Fraschini | Corrado Giudici    |
| 1980 | Virginio Poretti   | Cinzia Gorla          | Claudio Gorla       | Corrado Giudici    |
| 1981 | Piergiorgio Bragè  | Cinzia Gorla          | Claudio Gorla       | Corrado Giudici    |
| 1982 | Virginio Poretti   | Nicoletta Mazza       | Claudio Gorla       | Danilo Parini      |
| 1983 | Virginio Poretti   | Nicoletta Mazza       | Claudio Gorla       | Danilo Parini      |
| 1984 | Virginio Poretti   | Nicoletta Mazza       | Claudio Gorla       | Danilo Parini      |
| 1985 | Virginio Poretti   | Marta Colombo         | Claudio Gorla       | Massimo Brusa      |
| 1986 | Virginio Poretti   | Marta Colombo         | Claudio Gorla       | Massimo Brusa      |
| 1987 | Virginio Poretti   | Marta Colombo         | Claudio Gorla       | Massimo Brusa      |
| 1988 | Virginio Poretti   | Marta Colombo         | Claudio Gorla       | Stefano Guazzoni   |
| 1989 | Danilo Parini      | Cristina Bernasconi   | Claudio Gorla       | Vinicio Vinco      |
| 1990 | Danilo Parini      | Cristina Bernasconi   | Piero Brusa         | Vinicio Vinco      |
| 1991 | Danilo Parini      | Claudia Donadoni      | Piero Brusa         | Ruggero Sormani    |
| 1992 | Stefano Guazzoni   | Elena Panizza         | Piero Brusa         | Alessandro Brusa   |
| 1993 | Stefano Guazzoni   | Simona Luraghi        | Piero Brusa         | Dario Giudici      |
| 1994 | Vinicio Vinco      | Simona Luraghi        | Virginio Poretti    | Alberto Carpani    |
| 1995 | Vinicio Vinco      | Paola Volontieri      | Virginio Poretti    | Davide Bartesaghi  |
| 1996 | Vinicio Vinco      | Alessandra Frascoli   | Virginio Poretti    | Davide Bartesaghi  |
| 1997 | Vinicio Vinco      | Alessandra Frascoli   | Virginio Poretti    | Roberto Canepari   |
| 1998 | Vinicio Vinco      | Cinzia Gorla          | Virginio Poretti    | Roberto Canepari   |
| 1999 | Vinicio Vinco      | Francesca Colombo     | Virginio Poretti    | Roberto Canepari   |
| 2000 | Cristiano Poretti  | Francesca Colombo     | Ruggero Sormani     | Fabio Molla        |
| 2001 | Cristiano Poretti  | Francesca Colombo     | Ruggero Sormani     | Fabio Molla        |
| 2002 | Cristiano Poretti  | Francesca Colombo     | Ruggero Sormani     | Fabio Molla        |
| 2003 | Cristiano Poretti  | Laura Pigni           | Marco Rebolini      | Fabio Molla        |
| 2004 | Fabio Molla        | Laura Pigni           | Vittorio Frascoli   | Mauro Nebuloni     |
| 2005 | Davide Bartesaghi  | Sabrina Trabattoni    | Raffaele Bonito     | Mauro Nebuloni     |
| 2006 | Davide Bartesaghi  | Sabrina Trabattoni    | Raffaele Bonito     | Mauro Nebuloni     |
| 2007 | Davide Bartesaghi  | Sabrina Trabattoni    | Raffaele Bonito     | Mauro Nebuloni     |
| 2008 | Davide Bartesaghi  | Sabrina Trabattoni    | Raffaele Bonito     | Mauro Nebuloni     |
| 2009 | Davide Bartesaghi  | Sabrina Trabattoni    | Piero Luraghi       | Roberto Panzeri    |
| 2010 | Mauro Nebuloni     | Francesca Rocco       | Ezio Vinco          | Roberto Panzeri    |
| 2011 | Mauro Nebuloni     | Francesca Rocco       | Ezio Vinco          | Roberto Panzeri    |
| 2012 | Davide Bartesaghi  | Erika Giudici         | Ezio Vinco          | Filippo Barichello |
| 2013 | Davide Bartesaghi  | Erika Giudici         | Ezio Vinco          | Filippo Barichello |
| 2014 | Dario Giudici      | Laura Pozzobon        | Donata Colombo      | Mauro Marchitelli  |
| 2015 | Dario Giudici      | Laura Pozzobon        | Donata Colombo      | Mauro Marchitelli  |
| 2016 | Cristiano Poretti  | Anna Maria Bonito     | Donata Colombo      | Mauro Marchitelli  |
| 2017 | Cristiano Poretti  | Anna Maria Bonito     | Donata Colombo      | Mauro Marchitelli  |
| 2018 | Cristian Parini    | Anna Maria Bonito     | Fabio Molla         | Danilo Schilirò    |
| 2019 | Antonio Primerano  | Anna Maria Bonito     | Fabio Molla         | Danilo Schilirò    |
| 2020 | Antonio Primerano  | Federica Caneva       | Fabio Molla         | Francesco Bonito   |
| 2021 | Antonio Primerano  | Federica Caneva       | Fabio Molla         | Francesco Bonito   |
| 2022 | Vincenzo De Milato | Martina Roveda        | Pietro Colombo      | Alessio Marinoni   |
| 2023 | Vincenzo De Milato | Martina Roveda        | Pietro Colombo      | Alessio Marinoni   |
| 2024 | Vincenzo De Milato | Francesca Ponzelletti | Pietro Colombo      | Giacomo Centonze   |

Nota: in grassetto le reggenze che hanno retto la contrada in occasione delle vittorie al palio.

## Contrade avversarie
- San Martino[1].

## La contrada ed il palio
La contrada Flora ha conquistato 9 vittorie al palio: 1938, 1960, 1997, 2005, 2008, 2009, 2010, 2018 e 2021.
| N° vittoria | Anno | Capitano          | Fantino                           | Cavallo       |
| ----------- | ---- | ----------------- | --------------------------------- | ------------- |
| 1           | 1938 | Piero Gasparri    | Antonio Bracadetto detto Cucciolo | Miki          |
| 2           | 1960 | Enrico Grassini   | Francesco Zoni                    | Argea         |
| 3           | 1997 | Vinicio Vinco     | Sebastiano Deledda detto Legno    | Blue Baker    |
| 4           | 2005 | Davide Bartesaghi | Valter Pusceddu detto Bighino     | Calendimaggio |
| 5           | 2008 | Davide Bartesaghi | Valter Pusceddu detto Bighino     | Yanti         |
| 6           | 2009 | Davide Bartesaghi | Silvano Mulas detto Voglia        | Zanzuela      |
| 7           | 2010 | Mauro Nebuloni    | Antonio Siri detto Amsicora       | Abbashan      |
| 8           | 2018 | Cristian Parini   | Gavino Sanna                      | Escobar       |
| 9           | 2021 | Antonio Primerano | Giosuè Carboni detto Carburo      | Escobar       |

La contrada ha anche vinto quattro edizioni della provaccia (1990, 2003, 2004 e 2011) senza mai riuscire a realizzare il "cappotto".

### Esplicative
1. ↑  Il titolo di "sovrana" è stato ufficialmente concesso alla contrada da Casa Savoia nel 2002.
2. ↑  I "manieri" sono le sedi delle contrade di Legnano.

### Bibliografiche
1. 1 2   Il Palio di Legnano entra nel vivo: le rivalità, su ilgiorno.it. URL consultato il 13 maggio 2016.
2. ↑  D'Ilario, 2000, p. 4.
3. ↑   Amos Cassoli, La battaglia di Legnano, 1860, su musica.san.beniculturali.it. URL consultato il 14 aprile 2016 (archiviato dall'url originale il 4 giugno 2016).
4. 1 2 3 4 5   La chiesa dei Santi Martiri e i legami ideali con la battaglia di Legnano, su legnano.org. URL consultato il 31 ottobre 2014 (archiviato dall'url originale il 15 marzo 2007).
5. ↑  D'Ilario, 1984, p. 26.
6. 1 2 3 4 5 6 7 8 9   Contrada La Flora, su collegiodeicapitani.it. URL consultato il 4 aprile 2014.
7. ↑  Autori vari, p. 126.
8. ↑   Regolamento generale del Palio di Legnano (PDF), su paliodilegnano.it. URL consultato il 4 aprile 2014 (archiviato dall'url originale il 24 settembre 2015).
9. 1 2  D'Ilario, 1976, p. 80.
10. ↑  Autori vari, p. 182.
11. ↑   Internet e giornale per aprirsi al mondo, in La Prealpina, 1º maggio 2005,  p. 12.
12. 1 2 3 4 5 6 7 8  Autori vari, p. 197.
13. 1 2 3  Autori vari, p. 177.
14. ↑   Albo delle reggenze, su contradalaflora.it. URL consultato il 4 agosto 2017.
15. ↑   L'albo d'oro del Palio di Legnano, su contradalegnarello.it. URL consultato il 4 aprile 2014.
16. ↑   L'albo d'oro del Palio di Legnano, su contradalegnarello.it. URL consultato il 4 aprile 2014.
17. ↑   La Provaccia, su contradalegnarello.it. URL consultato il 29 maggio 2017.